# Håmansmaren
Håmansmaren este o arie protejată (arie specială de conservare — SAC, sit de importanță comunitară — SCI) din Suedia întinsă pe o suprafață de 16,7 ha, integral pe uscat.

## Localizare
Centrul sitului Håmansmaren este situat la coordonatele 60°45′53″N 17°18′12″E / 60.7648°N 17.3034°E.

## Înființare
Situl Håmansmaren a fost declarat sit de importanță comunitară în ianuarie 2002 pentru a proteja 1 specie de plante și 4 specii de animale. Situl a fost protejat și ca arie specială de conservare în martie 2011.

## Biodiversitate
Situată în ecoregiunea boreală, aria protejată conține 4 habitate naturale: Taiga vestică, Mlaștini alcaline, Păduri caducifoliate de mlaștină fino-scandinave, Ape puternic oligomezotrofe cu vegetație bentonică cu Chara spp..
La baza desemnării sitului se află mai multe specii protejate:
- plante (1): moșișoare (Liparis loeselii)
- nevertebrate (4): Dytiscus latissimus, Graphoderus bilineatus, libelule (Leucorrhinia pectoralis), Vertigo geyeri